# Piper subnudilimbum
Piper subnudilimbum är en pepparväxtart som beskrevs av C. Dc.. Piper subnudilimbum ingår i släktet Piper och familjen pepparväxter. Inga underarter finns listade i Catalogue of Life.